# Petrojarl Cidade de Rio das Ostras
Die Petrojarl Cidade del Rio das Ostras war eine Floating Production Storage and Offloading Unit (FPSO-Einheit), die 1981 als Tanker St. Michaelis in Dienst gestellt wurde. Sie wurde auf dem Ölfeld Tartaruga Verde vor der brasilianischen Küste eingesetzt und war bis August 2018 an Petróleo Brasileiro (Petrobras) verchartert.

## Geschichte
Der Einhüllentanker wurde 1980/1981 unter der Baunummer 1413 auf der AG Weser in Bremen gebaut. Die Kiellegung fand am 15. Dezember 1980, der Stapellauf am 22. Mai 1981 statt. Die Fertigstellung des Schiffes erfolgte am 9. November 1981. Das Schiff kam zunächst als St. Michaelis (als zweites Schiff dieses Namens) für die Hamburg Süd in Fahrt, ab Mitte 2004 übernahm die Dukkar Engineering auf den Britischen Jungferninseln das Schiff und setzte es als Che Guevara zunächst unter panamaischer, danach unter russischer Flagge ein.
Das Projekt zum Umbau eines Tankers zur FSOP-Einheit wurde 2006 von Teekay Petrojarl auf der Grundlage einer Machbarkeitsstudie der norwegischen Brevik Engineering in Auftrag gegeben. Das Schiff war als weltweit erste Erprobungseinheit geplant, die nicht nur zur Speicherung, sondern auch zur Reinigung von besonders schwerem Rohöl dienen sollte, das von Offshore-Förderplattformen bzw. aus Bohrlöchern gefördert wird. Dabei kommen thermische Verfahren zum Einsatz. Das gereinigte Öl wird über eine flexible Pipeline an Tanker abgegeben. Zweck des Projekts war es, die Kosten für die im Meer zu verlegenden Pipelines zu senken und zugleich die ersten Verarbeitungsprozesse noch auf See durchzuführen. Anders als ähnliche Schiffe verarbeitete dieses Schiff simultan Rohöl aus bis zu acht Bohrstellen, nicht nur aus einem einzigen Bohrloch, da Petrojarl auch kleinere Quellen erschließen musste, deren Ausbeutung bis dahin nicht rentabel erschien. 
Der Umbau wurde bei der polnischen Werft Remontowa in Gdańsk durchgeführt; die gesamte Energie- und ein großer Teil der Automationstechnik wurde von Wärtsilä in Helsinki entwickelt und gebaut. Die Petrojarl Cidade de Rio das Ostras wurde am 19. Dezember 2007 in Dienst gestellt. 2020 wurde sie ausgemustert, da wegen Verfall der Ölpreise und Erschöpfung mehrerer Felder Überkapazitäten bei Bohrschiffen und FPSO bestanden.

## Funktionsweise
Das Schiff war mit 12 Ankern in 765 Meter Wassertiefe 100 Kilometer nordöstlich von Macaé vor der brasilianischen Küste verankert. Das von den benachbarten Bohrlöchern geförderte Rohöl ist mit einem API-Grad von 12,5 besonders schwer und zähflüssig und muss aufbereitet werden, bevor es an Land transportiert wird. Das Rohöl wurde über bis zu acht Pipelines von den umliegenden Bohrlöchern direkt oder über eine Unterwasserboje zugeliefert, so dass sich das Schiff strömungs- und wetterabhängig drehen konnte und die Leitungen und Verbindungen geschont wurden. Das Rohöl wurde auf dem Schiff auf 140 Grad erhitzt und von Wasser, Paraffin, Schwefelwasserstoff und anderen Fraktionen gereinigt, wobei bis zu 12.000 bbls Wasser pro Tag abgeschieden wurden. Geringe Mengen Gas wurden über einen Kamin abgefackelt, das gereinigte Rohöl wurde dann gelagert und über ein Schlauchsystem am Bug des Schiffes auf normale Tankschiffe abgefüllt. Die Speicherkapazität des Schiffes betrug 214.000 bbls (Barrel), die Produktionskapazität 15.000 bbls pro Tag.
Das Schiff verfügte über starke Generatoren von Wärtsilä, Sicherheits- und Schnellabschaltungssysteme von Emerson, zwei Kräne und ein Hubschrauberlandedeck am Heck.